# フラック県
フラック県（Flacq District）は、モーリシャスの県。
モーリシャス島東部海岸に位置する。
2015年の人口は13万8456人、面積は297.9km2、人口密度は464.8人/km2。
県都はサントル・ド・フラック。

## 隣接する県
- グラン・ポール県
- モカ県
- パンプルムース県
- リヴィエール・デュ・ランパール県

## 観光
フラック県東海岸の沖合いに、モーリシャスでもっとも有名なビーチであるイル・オ・セルフがあり、また海岸に沿って巨大リゾートホテルが点在するため、多くの観光客が訪れる。